# ITA Airways
Italia Trasporto Aereo S.p.A., tên thương hiệu ITA Airways, là hãng hàng không quốc gia quốc doanh của Italia. Hãng hàng không này hoàn toàn thuộc sở hữu của Chính phủ Italia thông qua Bộ Kinh tế và Tài chính Italia. Hãng có kế hoạch tiếp quản nhiều tài sản của hãng hàng không quốc gia Italia trước đây, Alitalia.

## Lịch sử

### Lý lịch
Hãng hàng không quốc gia của Ý Alitalia đã hoạt động từ năm 1946. Nó thuộc sở hữu của chính phủ Ý cho đến năm 2009, khi nó trở thành một công ty tư nhân sau khi tổ chức lại và sáp nhập với Air One.Alitalia đã cơ cấu lại vào năm 2015 sau khi nhận được khoản đầu tư từ Etihad Airways, với Air France-KLM đã sở hữu cổ phần thiểu số. Với nhiều nỗ lực thất bại trong việc mang lại lợi nhuận cho hãng hàng không, hãng đã được đặt dưới sự quản lý đặc biệt vào năm 2017 chỉ vài ngày sau khi Etihad Airways chấm dứt hỗ trợ Alitalia. Vào ngày 17 tháng 5 năm 2017, sau khi chính phủ loại trừ việc quốc hữu hóa hãng hàng không, nó đã chính thức được đưa ra đấu giá.
Sau nhiều lần đàm phán thất bại với Delta Air Lines, EasyJet, công ty đường sắt Ý Ferrovie dello Stato Italiane và China Eastern Airlines, chính phủ Ý đã nắm quyền sở hữu hãng hàng không này vào tháng 3 năm 2020. Việc chính phủ tiếp quản một phần là do người ta tin rằng hãng hàng không sẽ không thể tự mình tồn tại trước tác động của đại dịch COVID-19. Vào ngày 10 tháng 10 năm 2020, chính phủ Ý đã ký sắc lệnh cho phép hãng hàng không tổ chức lại thành Italia Trasporto Aereo S.p.A.

### 2020s
Vào ngày 28 tháng 10 năm 2020, có thông tin cho rằng ITA dự kiến sẽ mua một số tài sản từ Alitalia – Società Aerea Italiana S.p.A., bao gồm thương hiệu và mã chuyến bay của Alitalia và Alitalia CityLiner, mã vé IATA (055), chương trình khách hàng thân thiết MilleMiglia và các suất tại sân bay London Heathrow (68 suất hàng tuần vào mùa hè và 65 suất vào mùa đông). Giao dịch dự kiến trị giá 220 triệu euro.
Tuy nhiên, vào ngày 8 tháng 1 năm 2021, Ủy ban Châu Âu đã gửi thư cho Đại diện Thường trực của Ý tại Liên minh Châu Âu kêu gọi Ý khởi động một "cuộc đấu thầu công khai, minh bạch, không phân biệt đối xử và vô điều kiện" để loại bỏ tài sản của Alitalia. Bức thư bao gồm 62 yêu cầu làm rõ, bác bỏ ý kiến cho rằng hãng vận tải cũ có thể bán tài sản của mình cho công ty mới mà không đấu thầu rộng rãi. Bức thư nói rằng ITA không nên giữ lại thương hiệu Alitalia, vì thương hiệu này là biểu tượng cho sự liên tục. Ủy ban Châu Âu gợi ý rằng các doanh nghiệp kết hợp hàng không, xử lý mặt đất và bảo trì nên được bán riêng cho bên thứ ba. Cũng gợi ý rằng các vị trí phải được bán và toàn bộ chương trình MilleMiglia không thể được chuyển giao cho tổ chức công ty mới.
Vào ngày 26 tháng 8 năm 2021, ITA chính thức mở bán vé trên trang web mới ra mắt của mình.
Vào ngày 27 tháng 8 năm 2021, ITA đã nộp đơn xin Miễn trừ và Giấy phép Hãng hàng không Nước ngoài với Bộ Giao thông Vận tải Hoa Kỳ. Tài liệu ghi nhận ý định của hãng hàng không là bắt đầu bay đến New York-JFK, Boston và Miami vào năm 2021, Los Angeles và Washington-Dulles vào năm 2022, và Chicago-O'Hare và San Francisco vào năm 2023. Tài liệu tương tự cũng nêu rõ rằng trước khi bắt đầu hoạt động bay, dự kiến vào ngày 15 tháng 10 năm 2021, ITA sẽ mua một số tài sản nhất định từ Alitalia – Società Aerea Italiana S.p.A. và ITA cũng sẽ tham gia đấu thầu công khai để mua thương hiệu "Alitalia".
Vào ngày 30 tháng 9 năm 2021, ITA thông báo rằng họ sẽ hợp tác với Airbus với tư cách là "đối tác chiến lược", cung cấp thông tin chi tiết về kế hoạch đội bay của họ. Hãng đã công bố Biên bản ghi nhớ với Airbus về việc mua 10 máy bay Airbus A330neo, 7 máy bay Airbus A220 và 11 Airbus A320neo, với tổng số 28 chiếc, cùng với thỏa thuận với Air Lease Corporation để thuê thêm 31 máy bay Airbus mới, bao gồm chiếc Airbus A350-900.
Vào ngày 22 tháng 10 năm 2021, các nhân viên cũ của Alitalia chưa được thuê lại đã phản đối ITA. Phụ nữ tại cuộc biểu tình hô khẩu hiệu chỉ mặc áo ngủ màu trắng. Giám đốc điều hành công ty Alfredo Altavilla gọi cuộc biểu tình là "nỗi xấu hổ quốc gia".
ITA chính thức gia nhập liên minh SkyTeam vào ngày 29 tháng 10 năm 2021, nhưng hiện tại chỉ trong một năm, cho đến khi tìm được chủ sở hữu mới và thực hiện chiến lược dài hạn.
Bắt đầu từ ngày 2 tháng 12 năm 2021, ITA bắt đầu thực hiện các chuyến bay với Giáo hoàng bắt đầu với Giáo hoàng Francis, thay thế Alitalia cho hầu hết các chuyến bay ra nước ngoài của Giáo hoàng.Chuyến bay của Giáo hoàng thường được báo chí đặt biệt danh là "Người chăn cừu", trong khi tên gọi thực tế là "Volo Papale" (chuyến bay của Giáo hoàng, trong tiếng Ý) theo sau là một số sê-ri.
Vào ngày 24 tháng 1 năm 2022, ITA thông báo rằng Tập đoàn MSC và Lufthansa đã bày tỏ mong muốn trở thành chủ sở hữu đa số của hãng hàng không Ý, trong đó Chính phủ Ý giữ cổ phần thiểu số. Vào ngày 10 tháng 3 năm 2022, các thành viên khác của SkyTeam là Delta Air Lines và nhóm Air France–KLM cũng bày tỏ sự quan tâm đến việc đầu tư vào ITA, bằng cách hợp tác với công ty đầu tư Certares. Indigo Partners cũng bày tỏ sự quan tâm, để lại tổng cộng ba bên quan tâm. Sau khi thời hạn kết thúc vào ngày 23 tháng 5 năm 2022, chỉ MSC/Lufthansa và Air France-KLM/Certares đấu thầu ITA. Kể từ ngày 31 tháng 8 năm 2022, chính phủ Ý đã tuyên bố họ ưu tiên đấu thầu Air France-KLM/Certares, bắt đầu các cuộc đàm phán độc quyền với tập đoàn này. Vào ngày 19 tháng 1 năm 2023, Lufthansa đã đệ trình một gói thầu lên Chính phủ Ý để bắt đầu mua cổ phần thiểu số trong hãng hàng không, với ý định mua số cổ phần còn lại trong một khoảng thời gian dài và để hãng hàng không gia nhập Lufthansa lớn hơn. Vào ngày 27 tháng 1 năm 2023, chính phủ Ý và Lufthansa đã ký một thỏa thuận thư về việc bán cổ phần thiểu số, mở đường cho các cuộc đàm phán độc quyền với hãng hàng không Đức. 
Trong năm đầu tiên hoạt động, hãng đã vận chuyển 9 triệu hành khách.

## Các vấn đề công ty

### Logo và màu sơn

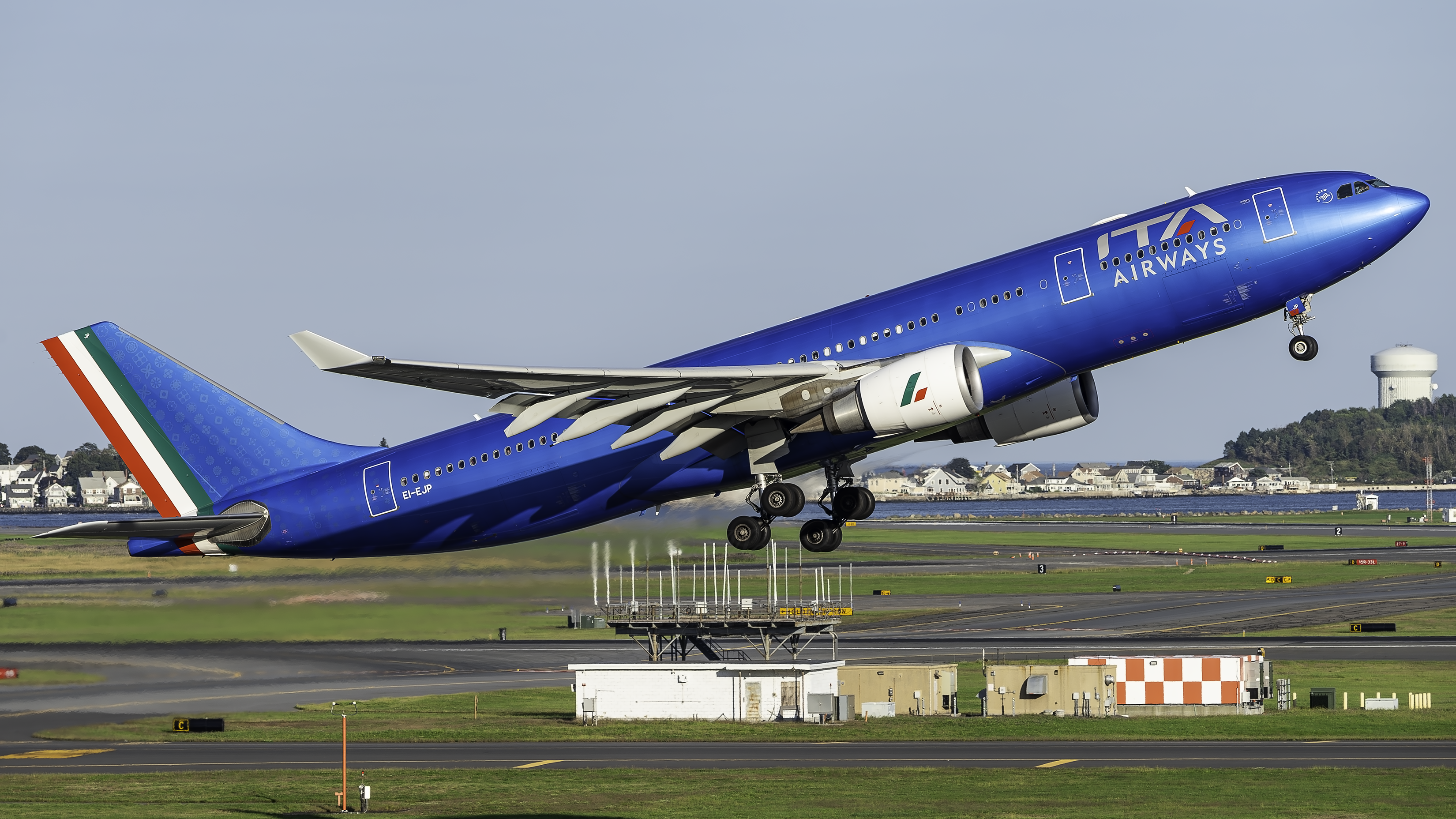
ITA Airways Airbus A330-200

Vào ngày 15 tháng 10 năm 2021, ngày khai thác chuyến bay bắt đầu, thương hiệu mới của ITA Airways cũng được giới thiệu. Màu sơn máy bay của nó có thiết kế mới và cách phối màu mới, với thân máy bay màu xanh lam và động cơ màu trắng, logo "ITA Airways" màu trắng được đặt giữa hai cửa thoát hiểm đầu tiên và biểu tượng ba màu của Ý ở cuối đuôi. Thương hiệu “Alitalia”, mặc dù hiện không được sử dụng, đã được mua cho các hoạt động tiếp thị tiềm năng trong tương lai và để ngăn các đối thủ cạnh tranh sử dụng thương hiệu này.

### Quyền sở và văn phòng công ty
ITA hoàn toàn thuộc sở hữu của chính phủ Ý thông qua Bộ Kinh tế và Tài chính. Như vậy, các văn phòng công ty của hãng được đặt tại Bộ.Giám đốc điều hành của hãng là Fabio Lazzerini.

## Điểm đến
Tính đến tháng 3 năm 2023, ITA Airways phục vụ 64 điểm đến tại Ý, Châu Âu, Bắc Phi, Châu Á, Bắc và Nam Mỹ.
ITA có kế hoạch phục vụ 74 điểm đến và 89 tuyến bay vào năm 2025.

### Liên minh
ITA Airways đã là thành viên của liên minh SkyTeam kể từ ngày 29 tháng 10 năm 2021

### Thỏa thuận liên danh
ITA Airways liên danh với các hãng hàng không sau:
- Avianca[42]
- TAP Air Portugal[43]
- Aerolineas Argentinas
- Aeroméxico[44]
- airBaltic[45]
- Air Corsica[46]
- Air Europa[47]
- Air France[48]
- Air Malta[49]
- Air Serbia[50]
- Azul Brazilian Airlines[51]
- Bulgaria Air[52]
- China Airlines
- China Southern Airlines
- Croatia Airlines
- Czech Airlines
- Delta Air Lines[53]
- Ethiopian Airlines[39]
- Etihad Airways[54]
- Garuda Indonesia
- Kenya Airways[55]
- KLM[56]
- Kuwait Airways[57]
- Luxair[58]
- Middle East Airlines[59]
- Pegasus Airlines
- Royal Air Maroc
- Royal Jordanian
- Saudia
- TAROM[60]
- Vietnam Airlines[61]
- XiamenAir

### Thỏa thuận liên tuyến
ITA Airways có thỏa thuận với các hãng hàng không sau:
- Austrian Airlines
- Lufthansa
- Neos
- Qantas
- Swiss International Air Lines
- Trenitalia (railway)[63]
- Virgin Atlantic[64]
- Vistara[65]

## Đội bay

### Đội bay hiện tại
Kể từ tháng 6 năm 2024, ITA Airways vận hành một đội bay toàn Airbus, phần lớn được kế thừa từ Alitalia.
| Máy bay         | Đang hoạt động | Đặt hàng | Hành khách | Hành khách | Hành khách | Hành khách | Hành khách | Ghi chú                                                                        |
| Máy bay         | Đang hoạt động | Đặt hàng | B          | E+         | E          | Tổng       | Nguồn      | Ghi chú                                                                        |
| --------------- | -------------- | -------- | ---------- | ---------- | ---------- | ---------- | ---------- | ------------------------------------------------------------------------------ |
| Airbus A220-100 | 7              | 5        |            |            | 125        | 125        |            | Giao hàng được bắt đầu từ tháng 10 năm 2023.                                   |
| Airbus A220-300 | 9              | 5        | –          | –          | 149        | 149        |            | Tất cả máy bay có màu sơn "Born to be Sustainable".                            |
| Airbus A319-100 | 11             | —        | –          | –          | 144        | 144        | [ 67 ]     |                                                                                |
| Airbus A320-200 | 24             | —        | –          | –          | 174        | 174        | [ 68 ]     | EI-DTG màu sơn "Io sono Friuli Venezia Giulia", EI-EIB màu sơn "Born in 2021". |
| Airbus A320-200 | 24             | —        | –          | –          | 180        | 180        | [ 68 ]     | EI-DTG màu sơn "Io sono Friuli Venezia Giulia", EI-EIB màu sơn "Born in 2021". |
| Airbus A320neo  | 18             | 1        | –          | –          | 180        | 180        |            | Hãng hàng không Ý đầu tiên sử dụng loại này                                    |
| Airbus A321neo  | 5              | 4        | TBA        | TBA        | TBA        | TBA        | TBA        | Giao hàng được bắt đầu từ tháng 11 năm 2023.                                   |
| Airbus A330-200 | 7              | —        | 20         | 17         | 219        | 256        | [ 71 ]     |                                                                                |
| Airbus A330-900 | 10             | 8        | 30         | 24         | 237        | 291        |            | Giao hàng từ tháng 5 năm 2023. Trở thành hãng hàng không Ý đầu tiên sử dụng.   |
| Airbus A350-900 | 6              | __       | 33         | 24         | 262        | 319        |            | Hãng hàng không Ý đầu tiên sử dụng. EI-IFD sơn màu "Born to be Sustainable".   |
| Tổng cộng       | 97             | 23       |            |            |            |            |            |                                                                                |

### Đội bay tương lai

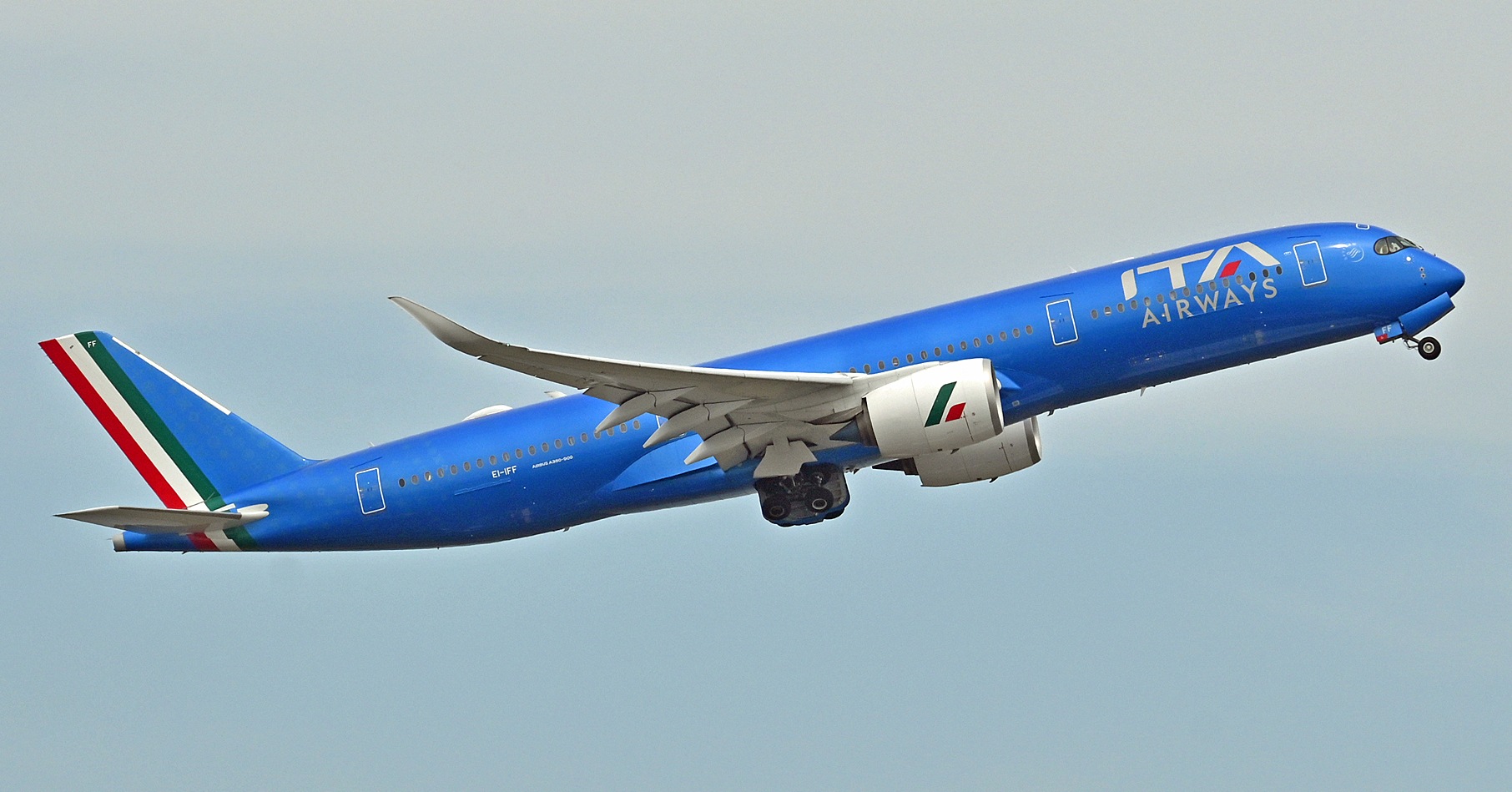
ITA Airways Airbus A350-900

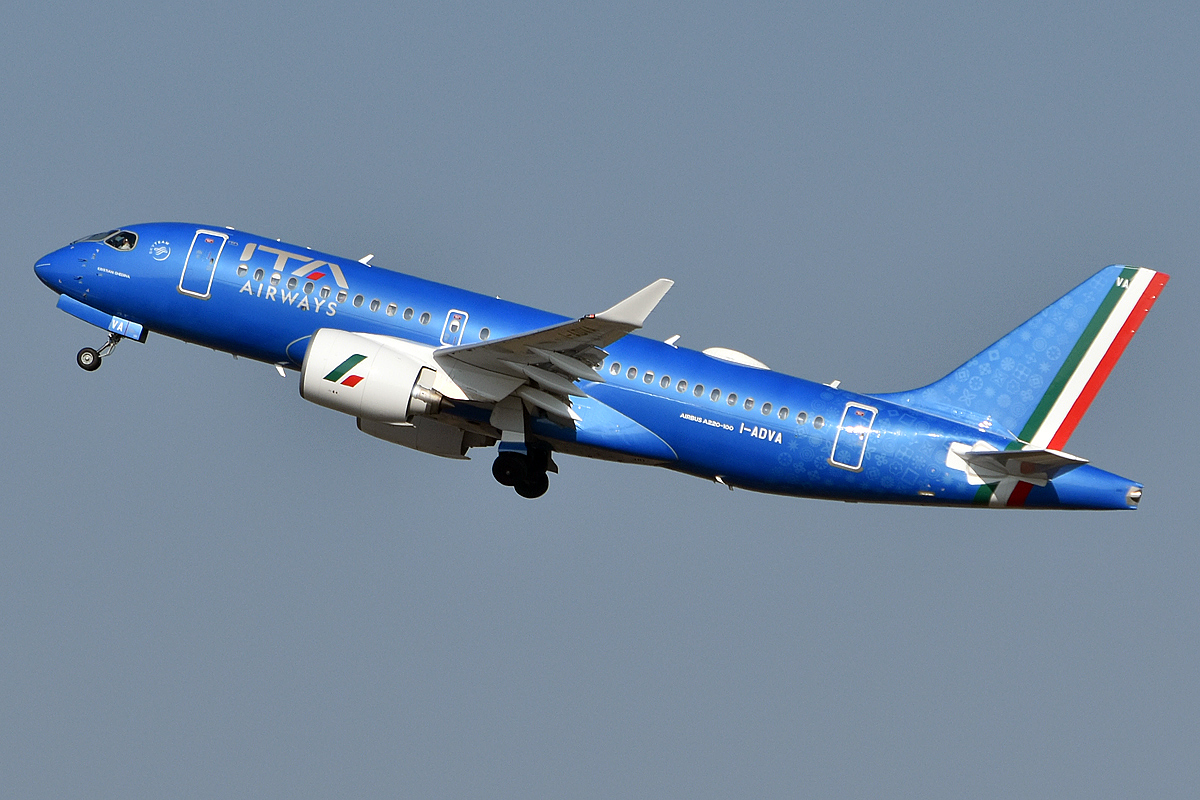
ITA Airways Airbus A220-100

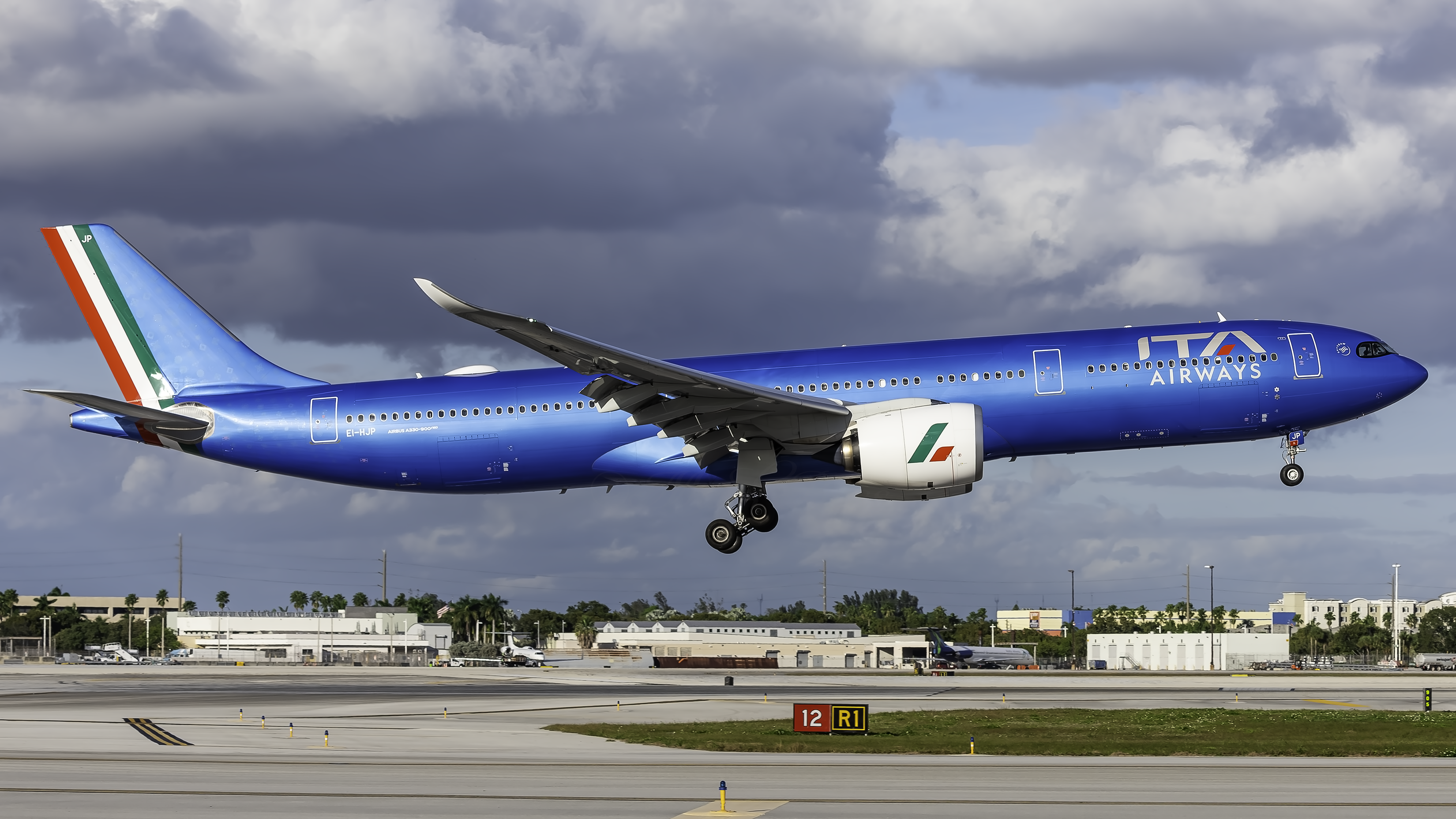
ITA Airways Airbus A330-900

Được thông báo vào ngày 30 tháng 9 năm 2021, ITA Airways đã ký thỏa thuận với Airbus với đơn đặt hàng 10 chiếc Airbus A330neo, 11 chiếc Airbus A320neo và 7 chiếc Airbus A220. ITA Airways cũng công bố thỏa thuận với Air Lease Corporation và các công ty cho thuê máy bay khác để tiếp nhận 56 máy bay, bao gồm Airbus A220, Airbus A320neo, Airbus A321neo, Airbus A321LR, Airbus A330neo và Airbus A350.Công ty đã đề xuất máy bay Airbus A321LR cho các điểm đến đường dài ở Trung Đông (như Thành phố Kuwait, Riyadh, Jeddah) và Trung Phi (như Dakar, Addis Ababa). Ngoài ra, đội bay đường dài mới sẽ cho phép hãng khai thác các tuyến mới trong tương lai đến các điểm đến ở Châu Mỹ như Atlanta, Dallas/Fort Worth, Philadelphia, Chicago, Detroit và Seattle/Tacoma, bên cạnh các tuyến mới đã được xác nhận đến San Francisco, Washington DC và Rio de Janeiro.
Vào ngày 15 tháng 10 năm 2021, ITA Airways đã mua lại 49 máy bay từ Alitalia sau khi hãng hàng không đó ngừng hoạt động vào ngày 14 tháng 10 năm 2021, bao gồm 18 chiếc Airbus A319-100, 25 chiếc A320-200 và 6 chiếc A330-200. Những chiếc máy bay này gia nhập đội bay ngoài 2 chiếc A320-200 và 1 chiếc A330-200 đã có trong AOC của ITA Airways. Việc bổ sung 49 máy bay này đã nâng tổng số máy bay của ITA lên 52 máy bay, con số dự kiến khi bắt đầu hoạt động.

## Tai nạn và sự cố
Vào ngày 17 tháng 6 năm 2022, một chiếc Airbus A330-200 của ITA Airways, số đăng bạ EI-EJL, đã đâm vào một chiếc Boeing 777-200ER của Air France, số đăng bạ F-GSPQ tại Sân bay Quốc tế John F. Kennedy của Thành phố New York. Các phi công của Air France 777 đã thông báo cho kiểm soát không lưu và khuyên họ không nên để chiếc ITA A330 cất cánh. Chuyến bay của ITA Airways vẫn được phép cất cánh và tiếp tục chuyến bay đến Rome, Ý nơi các thanh tra viên phát hiện ra hư hỏng cánh sau khi hạ cánh xuống điểm đến. Vụ việc hiện đang được điều tra.